# لجنة البرلمان الأوروبي للشؤون الخارجية
لجنة الشؤون الخارجية (بالإنجليزية: Committee on Foreign Affairs)‏ (بالفرنسية: Commission des affaires étrangères)‏ المعرفة اختصاراً بـ AFET، والتي كانت تسمى سابقًا لجنة الشؤون السياسية، هي لجنة تابعة للبرلمان الأوروبي مسؤولة عن السياسة الخارجية والأمنية والدفاعية المشتركة للاتحاد الأوروبي، فضلاً عن العلاقات مع المؤسسات الأوروبية والدولية الأخرى، وتعزيز العلاقات مع دول خارج الاتحاد الأوروبي، وانضمام الدول الأعضاء الجديدة، وحقوق الإنسان.
يتبع للجنة لجنتان فرعيتان: اللجنة الفرعية لحقوق الإنسان (DROI) واللجنة الفرعية للأمن والدفاع (SEDE).

## قائمة رؤساء اللجنة
| الرئيس | الرئيس                             | بداية المدة   | نهاية المدة   | الكتلة السياسية | الكتلة السياسية | الدولة          |
| --- | ---------------------------------- | ------------- | ------------- | --------------- | --------------- | --------------- |
| | إميليو كولومبو                     | يوليو 1979    | أبريل 1980    |                 | EPP             | إيطاليا         |
| | ماريانو رومور                      | أبريل 1980    | يوليو 1984    |                 | EPP             | إيطاليا         |
| | روبرتو فورميغوني ‏                  | يوليو 1984    | يناير 1987    |                 | EPP             | إيطاليا         |
| | سيرجيو إرسيني ‏                     | يناير 1987    | يوليو 1989    |                 | EPP             | إيطاليا         |
| | جيوفاني جوريا                      | يوليو 1989    | فبراير 1991   |                 | EPP             | إيطاليا         |
| | ماريا لويزا كاسانماناجناجو سيريتي ‏ | فبراير 1991   | يناير 1992    |                 | EPP             | إيطاليا         |
| | إنريكي بارون                       | يناير 1992    | يوليو 1994    |                 | S&D             | إسبانيا         |
| | هابيل ماتوتس ‏                      | يوليو 1994    | يناير 1997    |                 | EPP             | إسبانيا         |
| | طوم سبنسر                          | يناير 1997    | يوليو 1999    |                 | EPP             | المملكة المتحدة |
| | إلمار بروك ‏                        | يوليو 1999    | فبراير 2007   |                 | EPP             | ألمانيا         |
| | جاسيك ساريوولسكي ‏                  | فبراير 2007   | يوليو 2009    |                 | EPP             | بولندا          |
| | غابرييل ألبرتيني ‏                  | يوليو 2009    | ديسمبر 2012   |                 | EPP             | إيطاليا         |
| | إلمار بروك ‏                        | ديسمبر 2012   | 18 يناير 2017 |                 | EPP             | ألمانيا         |
| | ديفيد مكاليستر                     | 24 يناير 2017 | شاغل المنصب   |                 | EPP             | ألمانيا         |
| المصدر (1979-2007): The European Parliament [البرلمان الأوروبي] (بالإنجليزية) (7th ed.). 2007. p. 151. ISBN:9780955114472. Archived from the original on 2023-08-22. |                                    |               |               |                 |                 |                 |